# فياتشيسلاف أوفتشنكوف
فياتشيسلاف أوفتشنكوف (بالإنجليزية: Vyacheslav Ovchinnikov)‏‏ (29 مايو 1936 في فارونيش - 4 فبراير 2019 في موسكو) ملحن، وموزع، ومؤلف موسيقى تصويرية من الاتحاد السوفيتي.

## الجوائز
- نيشان الاستحقاق الوطني في روسيا من الدرجة الرابعة
- جائزة لينين كومسومول [الإنجليزية]‏
- فنان الشعب لجمهورية روسيا السوفيتية الاتحادية الاشتراكية  [لغات أخرى]‏
- وسام الراية الحمراء من حزب العمال

## روابط خارجية
- فياتشيسلاف أوفتشنكوف على موقع IMDb (الإنجليزية)
- فياتشيسلاف أوفتشنكوف على موقع ميوزك برينز (الإنجليزية)
- فياتشيسلاف أوفتشنكوف على موقع ديسكوغز (الإنجليزية)
- فياتشيسلاف أوفتشنكوف على موقع قاعدة بيانات الفيلم (الإنجليزية)